# Tiburcio Carías Castillo
Tiburcio Carías Castillo (* 16. Mai 1908 in Tegucigalpa; † unbekannt) war ein honduranischer Diplomat.

## Leben
Tiburcio Carias, Jr. war der Sohn von Elena Castillo und Tiburcio Carías Andino. Sein Bruder Gonzalo Carías Castillo war Konsul in New York City. Tiburcio Carías Castillo heiratete 1937 Catherine Brew, sie haben einen Sohn.
Tiburcio Carias, Jr. schloss 1935 ein Studium an der Nationalen Autonomen Universität von Mexiko ab und absolvierte an der University of Oxford und University of Liverpool Aufbaustudiengänge der Wirtschaftswissenschaft sowie des Völkerrechts.
1938 vertrat er seinen Vater in Evian und London beim Intergovernmental Committee on Political Refugees und sein Heimatland Honduras bei der United Nations Relief and Rehabilitation Administration. Tiburcio Carias Jr. erhielt 1938 Exequatur als Konsul in Liverpool. Von 1946 bis 1947 wurde er als Ambassador to the Court of St James’s berufen und vertrat von 1947 bis 1957 die honduranischen Regierungen beim UN-Hauptquartier.
Am 11. September 1957 wurde Castillo zum Botschafter in Washington, D.C. ernannt, wo er vom 15. Oktober 1957 bis zum 10. März 1958 akkreditiert war.
1963 unterlag er als Präsidentschaftskandidat Oswaldo López Arellano, in dessen Kabinett er von 5. Juni 1965 bis März 1971 als Außenminister eingesetzt wurde.